# (7267) Victormeen
(7267) Victormeen es un asteroide perteneciente al cinturón de asteroides, descubierto el 23 de febrero de 1943 por Liisi Oterma desde el Observatorio de Iso-Heikkilä, en Turku, Finlandia.

## Designación y nombre
Designado provisionalmente como 1943 DF. Fue nombrado Victormeen en honor al mineralogista Victor Ben Meen, quien identificó el cráter Pingualuit en Canadá como una estructura de impacto.